# Old Bervie Bridge
Die Old Bervie Bridge ist eine ehemalige Straßenbrücke in der schottischen Ortschaft Inverbervie in der Council Area Aberdeenshire. 1972 wurde die Brücke in die schottischen Denkmallisten in der höchsten Denkmalkategorie A aufgenommen.

## Geschichte
Bereits im auslaufenden 15. Jahrhundert wurde die Errichtung einer Querung des Bervie Waters in Inverbervie vorgeschlagen. Am selben Standort wurde 1695 eine zweibogige Bogenbrücke errichtet. Die Überreste ihres Mittelpfeilers sind noch unterhalb der heutigen Brücke erkennbar. Die heute als Old Bridge of Bervie bezeichnete Brücke wurde im Jahre 1799 fertiggestellt. Für ihren Entwurf zeichnet der schottische Ingenieur James Burn verantwortlich. 1936 wurde sie durch die wenige Meter flussabwärts errichtete, siebenbogige Jubilee Bridge ersetzt, welche das Bervie Water in einer engen Kurve quert und die A92 über das Bervie Water führt. Die Old Bervie Bridge wird heute nicht mehr genutzt.

## Beschreibung
Der Mauerwerksviadukt überspannt das Bervie Water mit einem ausgemauerten Segmentbogen mit einer Spanne von rund 31 Meter. Seine lichte Höhe beträgt 24 Meter. In das bossierte Mauerwerk der Old Bervie Bridge sind auf beiden Seiten Gewölbe eingelassen. Diese wurden angeblich einst als Gefängniszellen genutzt.